# USA Basketball
USA Basketball est la fédération des États-Unis de basket-ball, fondée en 1974. Cette organisation dont le siège est à Colorado Springs (Colorado) représente les États-Unis au niveau international et est membre de la Fédération internationale de basket-ball. Elle organise les matchs des équipes nationales et gère les équipes de basket-ball masculin et féminin  sous l'égide du Comité olympique et paralympique des États-Unis. 
L'organisme est fondé en 1974 sous le nom d'Amateur Basketball Association of the United States of America (ABAUSA) avant d'être renommé USA Basketball le 12 octobre 1989 après que la FIBA a modifié ses règlements afin d'intégrer les joueurs professionnels dans les compétitions internationales.
Le président est Jerry Colangelo et le directeur général est Jim Tooley.
La fédération est responsable de la sélection et de l'entraînement des équipes américaines lors des tournois internationaux, incluant la Coupe du monde de basket-ball masculin et le championnat du monde de basket-ball féminin, les tournois olympiques et les tournois continentaux masculin et féminin organisés par FIBA Amériques.
Elle s'occupe aussi de la promotion du basket-ball.